# Mata rama
Mata rama is een insect dat behoort tot de cicadenfamilie van de zangcicaden Cicadidae. De wetenschappelijke naam van de soort werd voor het eerst geldig gepubliceerd in 1912 door Distant.